# Arja

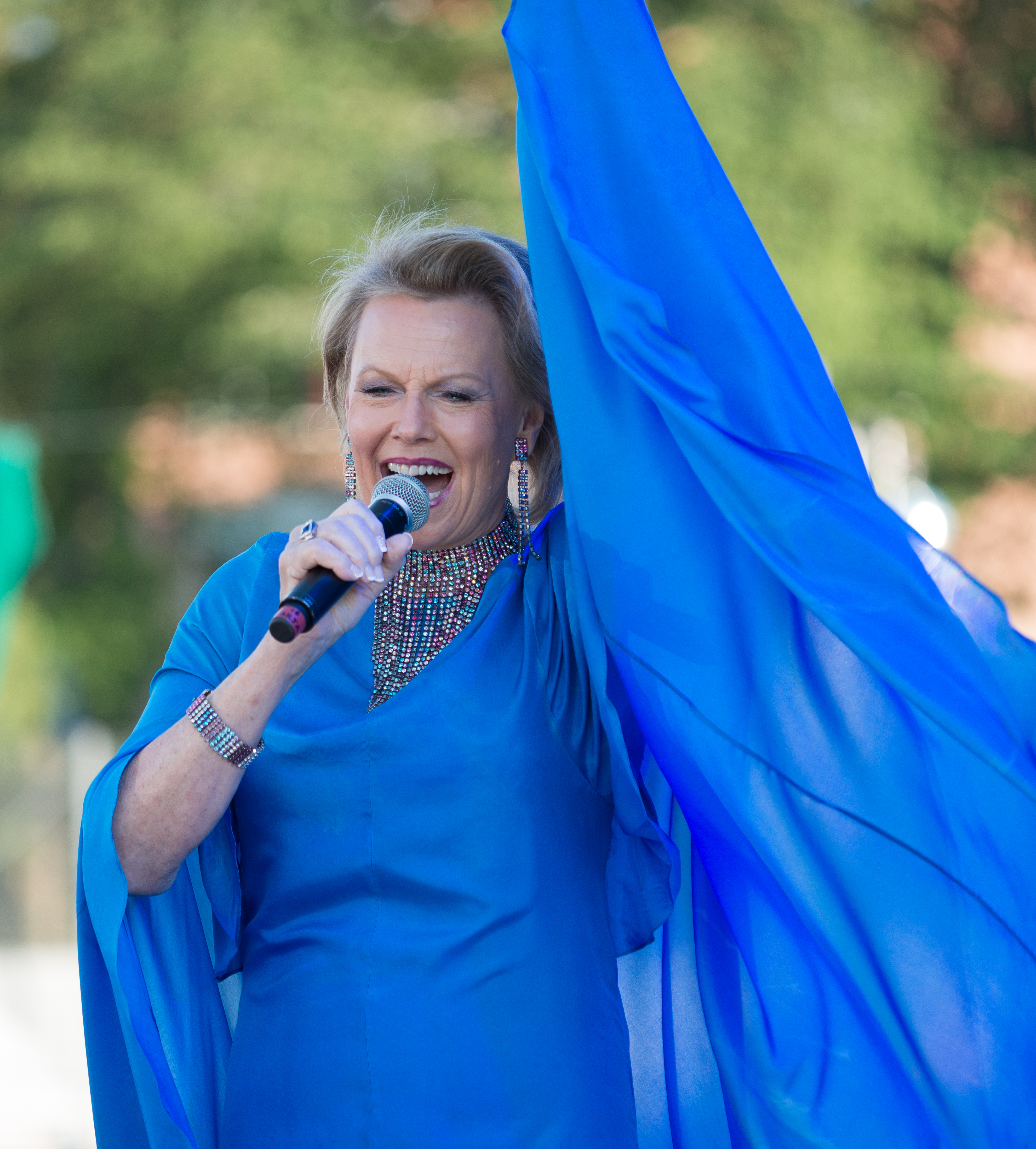
Arja Saijonmaa

Arja är en finsk form av det grekiska kvinnonamnet Georgina, som betyder jordbrukare.
Den 31 december 2014 fanns det totalt 1 076 kvinnor folkbokförda i Sverige med namnet Arja, varav 837 bar det som tilltalsnamn.
Namnsdag: saknas (1986-1992: 3 september)

## Personer med namnet Arja
- Arja Hannus, svensk orienterare
- Arja Kajermo, finsk illustratör och serietecknare
- Arja Koriseva, finsk sångerska
- Arja Saijonmaa, finsk sångerska
- Arja Uusitalo, sverigefinsk författare